# Euphyia incisa
Euphyia incisa là một loài bướm đêm trong họ Geometridae.